# Fannia latifrontalis
Fannia latifrontalis is een vliegensoort uit de familie van de Fanniidae. De wetenschappelijke naam van de soort is voor het eerst geldig gepubliceerd in 1955 door Hennig.